# Эмбрион Сатаны
Эмбрион Сатаны — дебютный студийный альбом рок-группы «Krüger» в жанре хэви-метал,
дэт-метал. Kruger благодаря своим альбомам может по праву считаться легендой отечественного металла становится одной из первых групп в России, играющей в стиле близком дэт-метал, и через пару лет после создания выпускает свой дебютный альбом . Альбом был записан и выпущен в 1991 году. Данный альбомом занимает первое место в польском хит-параде национального радио в 1993 году. Альбом записан в оригинальном составе в котором группа была создана в Воронеже. Выпущена пластинка (винил), которая стала первой пластинкой группы.
С этого первого альбома уже слышится, зарождающийся, фирменный стиль "Крюгера", заряжающий энергией, вобравший в себя элементы трэша, дэта, полного собственными идеями. Тематика текстов близка ужасам произведений Гоголя, фильмам ужасов и о демонах таких как Тыквоголовый, Зловещие мертвецы, Кошмар на улице Вязов и т.п. что характерно для данных музыкальных направлений, а также необходимо для признания среди металлического сообщества, аналогично, как и при записи дебютного альбома Show No Mercy группы Slayer. Музыка и тематика группы Krüger и Slayer имеет общие черты, и запись дебютного альбома происходили аналогично, в условиях отсутствия финансирования, буквально за счёт самих музыкантов. При этом запись альбома группы Krüger усугублялось тем, что происходила в условиях экономического кризиса и развала СССР.
Альбом представляет собой отличный материал российского тяжелого рока и трэш-метал, и выделяется особой тяжестью, сухостью и жёсткостью звучания, и вместе с тем захватывающей зажигательностью. В концертах группа исполняла также близкие по духу композиции Deep Purple и Motorhead. Группа выступала на всех крупных фестивалях страны с композициями данного альбома, радуя постоянных фэнов и завоёвывая новых. Группа принимала участие в фестивале «Монстры рока СССР» вместе с группами: Круиз, Чёрный кофе, Э.С.Т. и др..
Альбом переиздан на компакт-диске в 2007г лэйблом CD-Maximum.

## Список композиций
1. «На Трон» — 5:28
2. «Train Of Hell» — 4:32
3. «Public House» — 3:17
4. «Девять Колец Ородруина» — 3:27
5. «Durby Mc. Row» — 4:43
6. «Harley Davidson» — 3:35
7. «М.О.Р.Г.» — 6:29
8. «Фарватер Смерти» — 4:07
9. «Эмбрион Сатаны» — 6:19

## Участники записи
- Александр Хамер — гитара, вокал
- Александр Середа — бас
- Александр Аксёнов — ударные